# ビジャ・メルセデス
ビジャ・メルセデス(Villa Mercedes)は、アルゼンチンのサン・ルイス州の中央部東側にある都市。ヘネラル・ペデルネーラ・デパルタメントに属する。2001年の国勢調査による人口は96,781人である。

## 地理
キント川の左岸にあり、コルドバ州との州境から32kmの距離にある。国道148号線が通っており、国道8号線と国道7号線の交差点が近くにある。国道7号線はビジャ・メルセデスと州都サン・ルイスを結んでおり、サン・ルイスは北西方向に90kmの距離にある。

## 歴史
1856年12月1日頃、フスト・ダラクト知事によってフォルティン・コンスティトゥシオナルという町が建設された。この町は民間・軍事共用の駐屯地であり、先住民のランケル族の襲撃(Malón)から領土を守るためのものだった。1861年、聖母マリア（英語 : Virgin of Mercy、スペイン語 : Virgen de las Mercedes）を守護者として受け入れていた住民の決定によって、町の名称がビジャ・メルセデスに変更された。1875年には、サンタフェ州・ロサリオとコルドバ州・コルドバを結んでいたセントラル・アルゼンチン鉄道が、中間点のビジャ・マリアからリオ・クアルトを通ってビジャ・メルセデスまで延伸し、町は急速に成長した。国有のアンディーノ鉄道会社が設立され、1885年にはビジャ・メルセデスからサン・フアン州・サン・フアンとメンドーサ州・メンドーサまで鉄道線が延びた。ビジャ・メルセデスからメンドーサまでの路線は、首都ブエノスアイレスからアルゼンチン＝チリ国境へ向かう経路の中間部分となり、1887年にはアルゼンチン・グレート・ウェスタン鉄道によって買収され、やがてブエノスアイレス・太平洋鉄道の路線網の一部となった。1896年には公式に市を宣言した。現在はサン・ルイス州内で2番目に大きな都市であり、州内の工業と教育の中心地である。市内には国立サン・ルイス大学があり、ビジャ・レイノルズ空港がある。

## ギャラリー

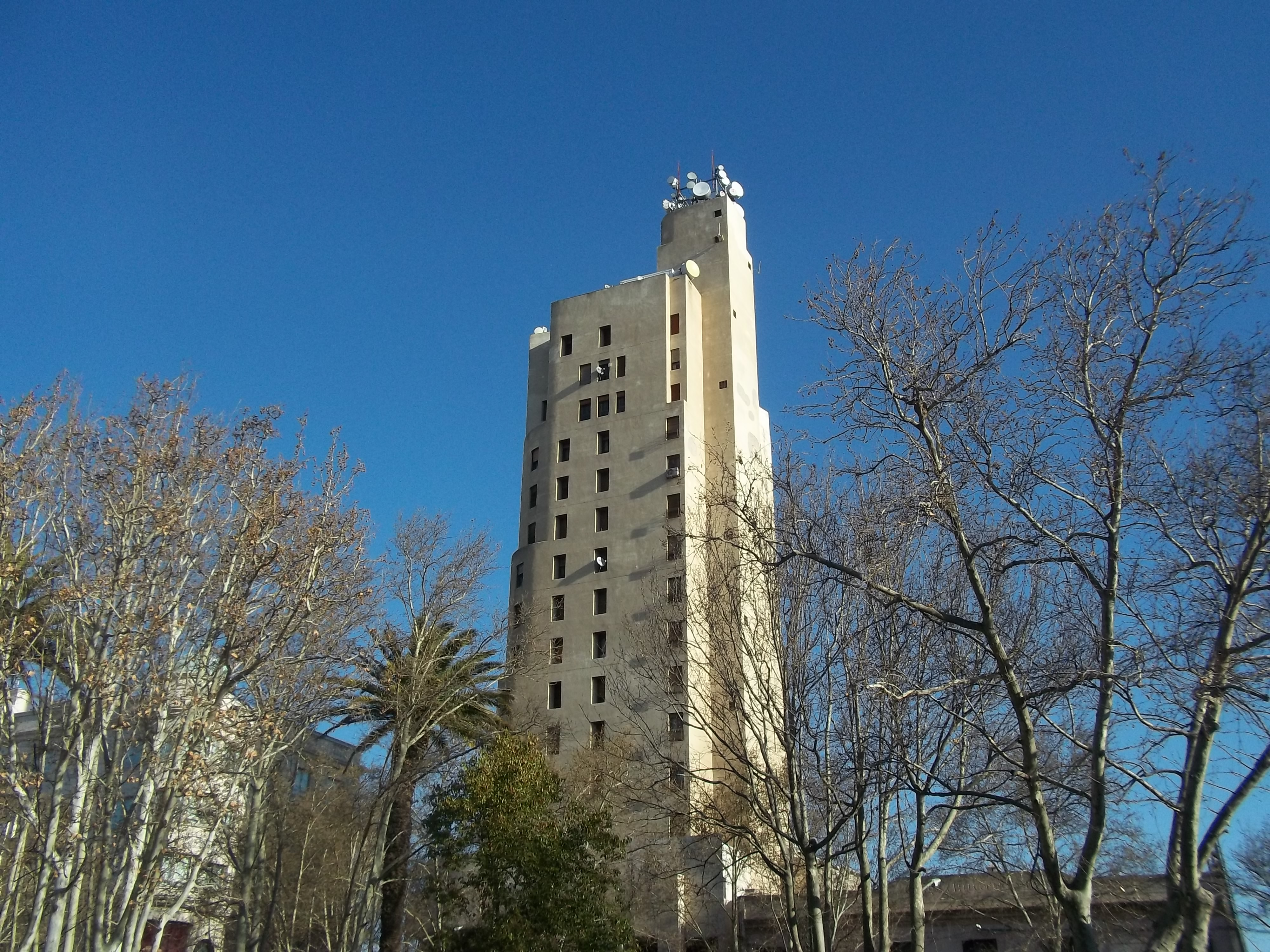
ダウンタウンにある高層建築(1)
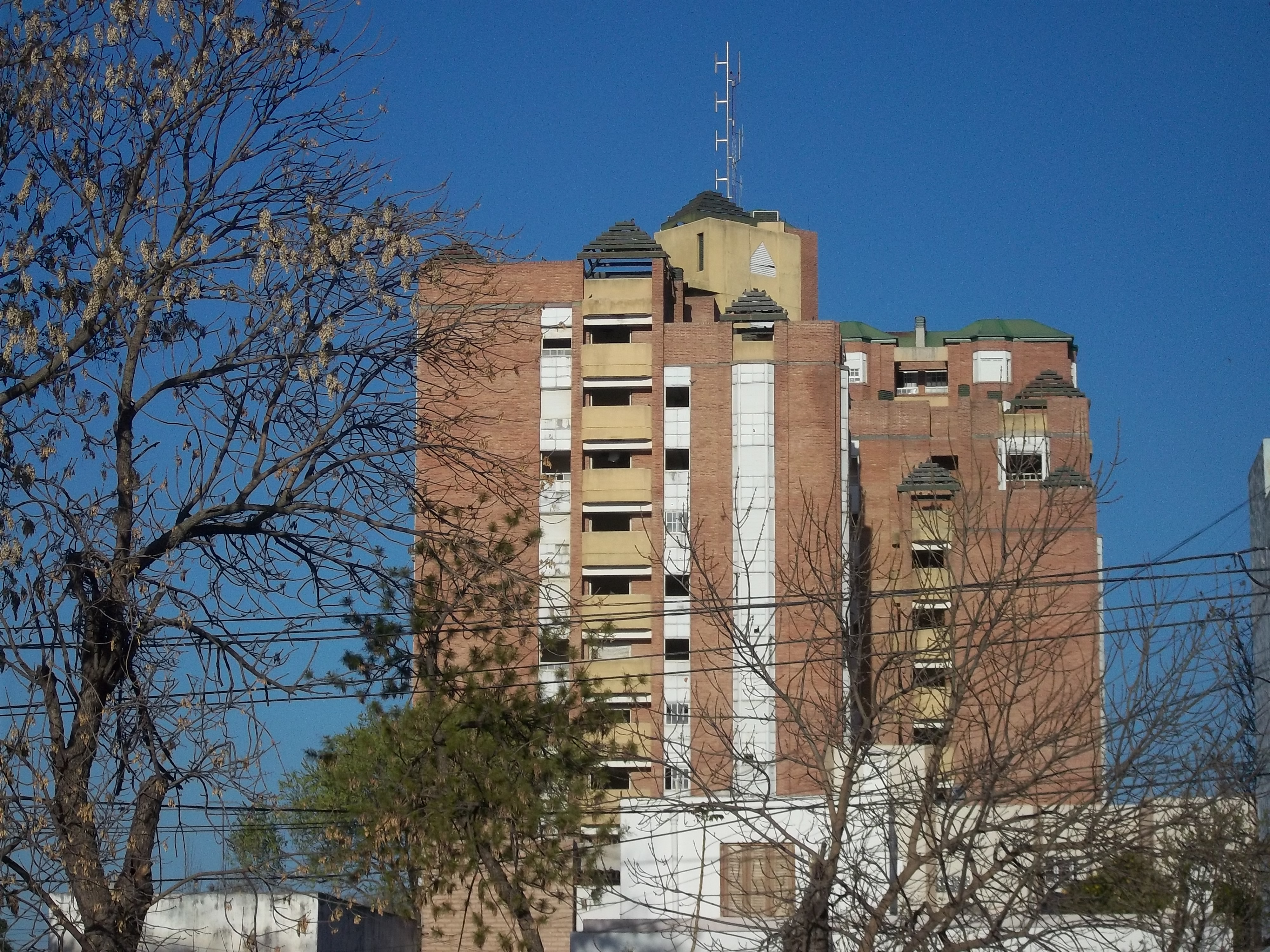
ダウンタウンにある高層建築(2)
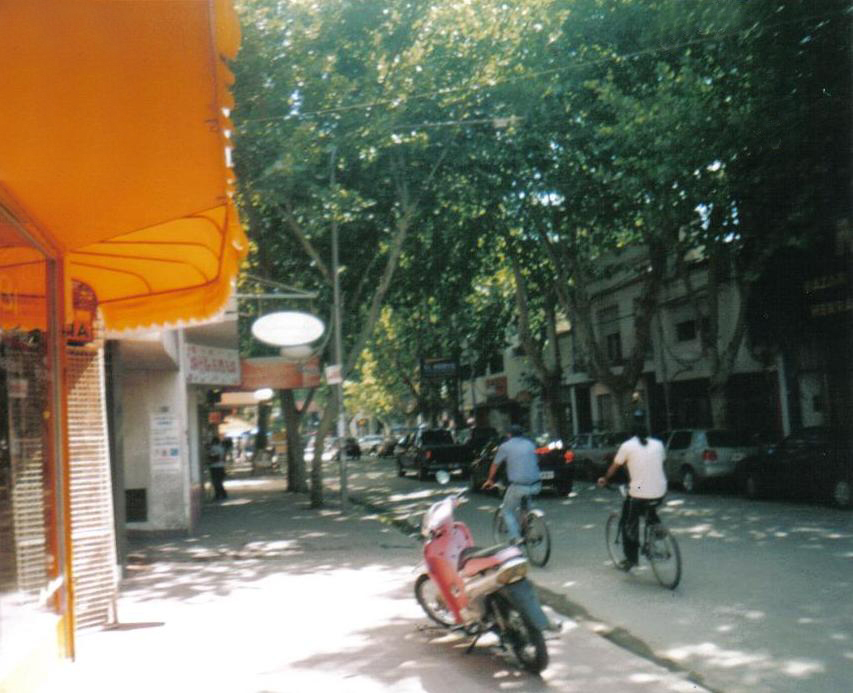
ダウンタウンの通り
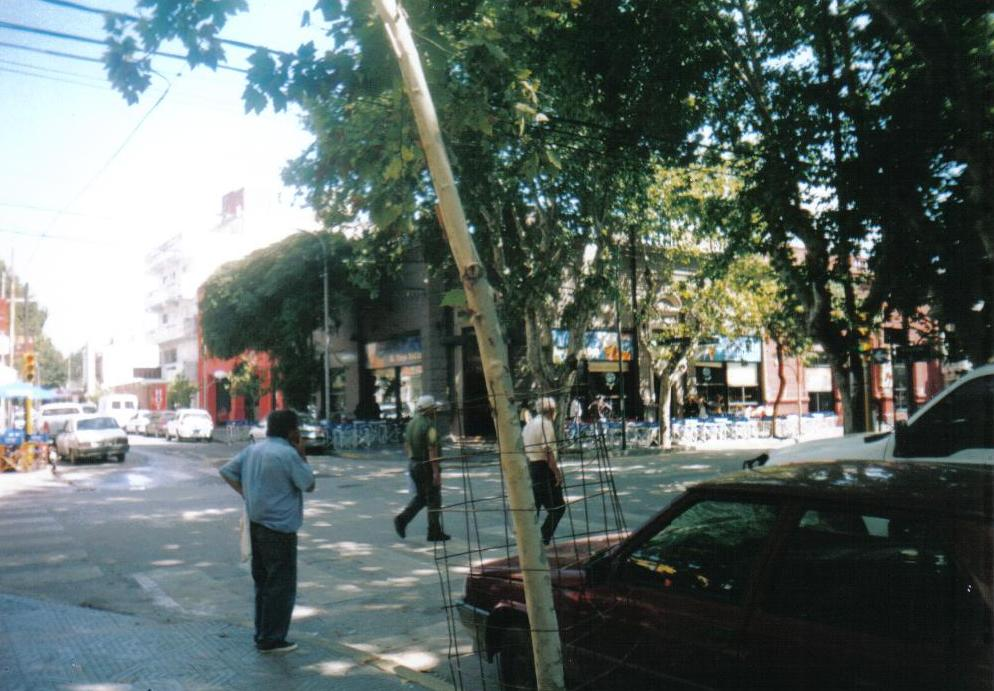
ダウンタウンのレストラン
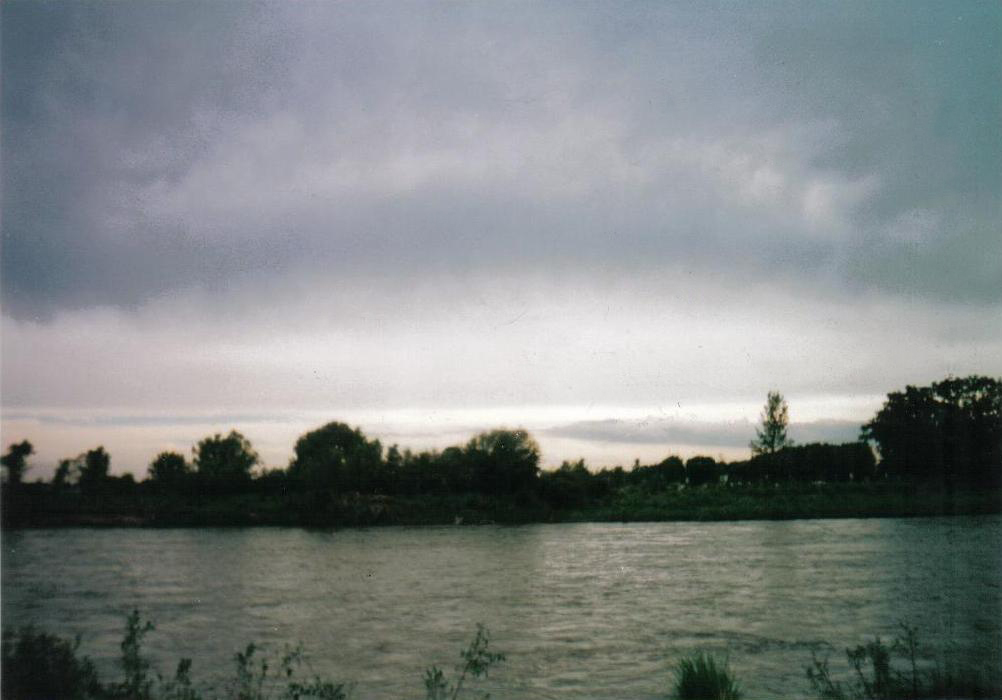
市内を流れるキント川
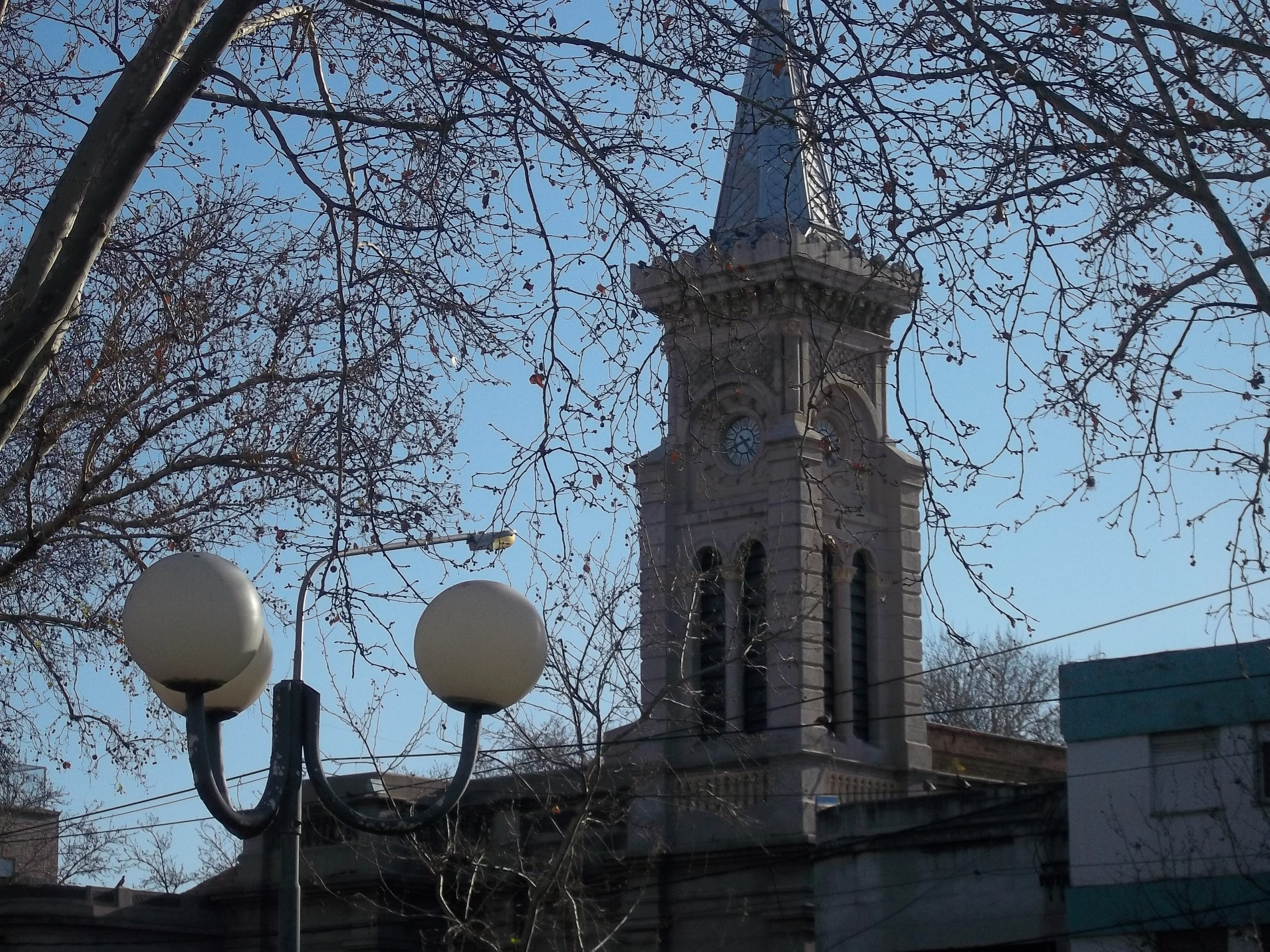
19世紀に建てられた教会